# Am Schroffen 4 (Bad Reichenhall)
Das Gebäude Am Schroffen 4 ist ein Landhaus in der oberbayerischen Kurstadt Bad Reichenhall.
Das Haus steht unter Denkmalschutz und ist unter der Nummer D-1-72-114-333 in die Bayerische Denkmalliste eingetragen.

## Lage
Das Landhaus befindet sich am Schroffen, einem kleinen Bereich am östlichen Ausläufer des Müllnerbergs in der Gemarkung Karlstein der Stadt Bad Reichenhall. Das Gebäude steht etwa 30 Meter oberhalb der Gebäude an der Kiblinger Straße. Wegen des dichten Baumbestandes ist das Landhaus in den Sommermonaten nur schlecht zu sehen.

## Geschichte
2018 wurde bei einem Ortstermin in Bad Reichenhall die zuständige Referentin des Bayerischen Landesamts für Denkmalpflege auf das in exponierter Lage stehende Landhaus aufmerksam. Wegen Terminproblemen kam es erst 2024 zur Beschau des Gebäudes durch das Denkmalamt. Dieses leitete dann die Aufnahme in die Denkmalliste ein.
Im März 2025 berichtete das Reichenhaller Tagblatt über die Aufnahme in die Denkmalliste und die Diskussion darüber im Haupt- und Tourismusausschuss des Stadtrates. Werner Mägerle von der Liste Lackner störte sich – „wie schon auch in der Vergangenheit bei ähnlichen Fällen“ (amr: Reichenhaller Tagblatt vom 14. März 2025) – an der Aufnahme in die Denkmalliste und sieht darin eine „Teilenteignung“. Ähnlich äußerte sich Martin Schoberth von der CSU, dieser hatte im September 2023 auch die Aufnahme des Landhauses Maximilianstraße 18 in die Denkmalliste abgelehnt.

## Baubeschreibung
Das Landhaus Am Schroffen 4 ist ein zweigeschossiger Flachsatteldachbau. Das Gebäude hat einen hölzernen doppelgeschossigen Balkonvorbau, eine dreiseitig umlaufende Laube, einen verbretterten Giebel und einen Eckerker am Obergeschoss. Das Landhaus wurde 1907 nach Plänen des Baumeisters Michael Johann Rudholzner erbaut und weist Elemente des Späthistorismus und des alpenländischen Heimatstils auf.

## Bodendenkmal
Das Landhaus steht auf einem Bereich, der zusätzlich als Bodendenkmal unter der Aktennummer D-1-8243-0021 in die Denkmalliste eingetragen ist. Es handelt sich dabei um Reste vorgeschichtlicher Siedlungen, die teilweise bis in die Bronzezeit zurückreichen.
Aus dieser Zeit stammen weitere Siedlungen, die teilweise ausführlich archäologisch untersucht wurden. Dies sind u. a. die Vorgeschichtlichen Siedlungsplätze von Karlstein und die Siedlungen im Langackertal.